# بندروفلومتیازید
بندروفلومتیازید (انگلیسی: Bendroflumethiazide) یک داروی دیورتیک تیازیدی است که برای درمان فشار خون بالا به کار می‌رود.
بندروفلومتیازید یک دیورتیک تیازیدی است که با مهار بازجذب سدیم در ابتدای لوله پیچیده دیستال (DCT) عمل می‌کند. آب در نتیجه رسیدن سدیم بیشتر به مجاری جمع آوری از بین می‌رود. بندروفلومتیازید در درمان نارسایی خفیف قلبی نقش دارد، اگرچه دیورتیک‌های لوپ برای کاهش اضافه بار بهتر هستند. استفاده اصلی از بندروفلومتیازید در حال حاضر در فشار خون بالا است (بخشی از اثر به دلیل گشادی عروق است).